# Bachchor Stuttgart

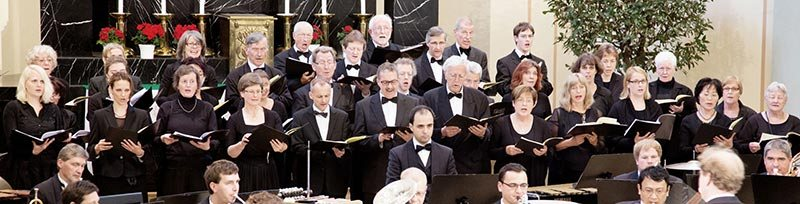
Bachchor Stuttgart

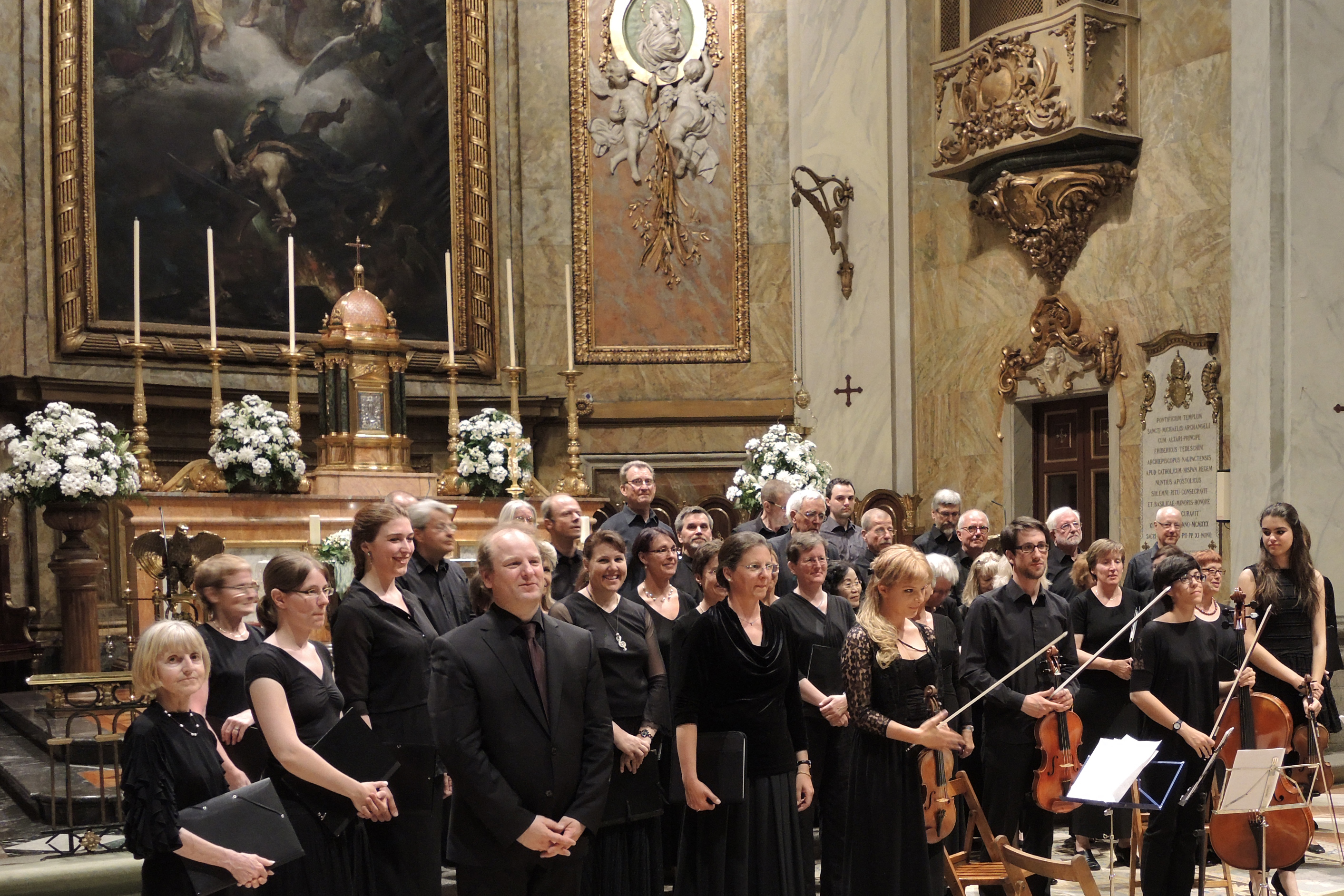
Bachchor Stuttgart in Madrid 2014

Der Bachchor Stuttgart ist der Chor an der Stadtkirche und der Lutherkirche Stuttgart-Bad Cannstatt; er tritt regelmäßig als Konzertchor in der Reihe Musik am 13. und in der Region Stuttgart auf. Darüber hinaus führten ihn Konzertreisen in das europäische Ausland. Seit seiner Gründung im Jahr 2000 wird der Bachchor Stuttgart von Jörg-Hannes Hahn geleitet.

## Entstehungsgeschichte
1996 wurden die A-Kirchenmusikerstellen an der Stadtkirche und der Lutherkirche Bad Cannstatt zusammengelegt, die Chöre an beiden Kirchen wurden unter dem Namen „Cannstatter Kantorei“ vereint. Zum Bachjahr 2000 benannte sich diese in „Bachchor Stuttgart“ um, nachdem es bereits von 1940 bis 1955 einen Bachchor in Stuttgart unter der Leitung von Erich Ade gegeben hatte. Wirkten im Jahr 1996 etwa 40 Sänger an der Stadt- und Lutherkirche Bad Cannstatt mit, so besteht der Chor heute aus 80 aktiven Sängerinnen und Sängern.
Die Trägerschaft liegt bei der Evangelischen Gesamtkirchengemeinde Bad Cannstatt; der Bachchor Stuttgart ist Mitglied im Verband Deutscher Konzertchöre und wird von der Stadt Stuttgart und dem Land Baden-Württemberg gefördert.

## Konzertprogramm

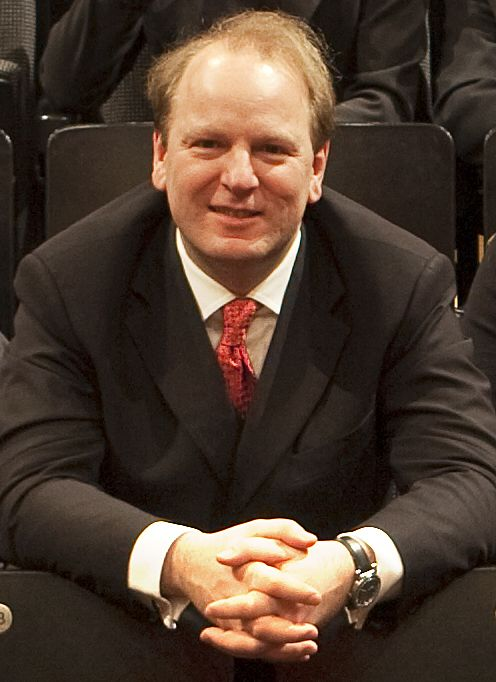
Chorleiter Jörg-Hannes Hahn

Der Bachchor Stuttgart wirkt regelmäßig in den Gottesdiensten mit, als Konzertchor führt er vier bis sechs Programme pro Saison auf. Im Mittelpunkt steht die Musik Johann Sebastian Bachs, geistliche A-cappella-Musik und die klassische Oratorienliteratur. Ein Schwerpunkt liegt auf der zeitgenössischen Kirchenmusik, u. a. musizierte der Chor beim Festival Europäische Kirchenmusik Schwäbisch Gmünd 2004 die Uraufführung des Werks „Licht“ von Adriana Hölszky, 2007 folgte die Uraufführung von Sidney Corbetts „Maria Magdalena“ (SWR-Mitschnitt), 2014 Benjamin Brittens „War-Requiem“, 2014 zum Ende des Stuttgarter Psalmenjahres die Uraufführung „Psalmen des Lichts“ von Otfried Büsing. Auf dem Evangelischen Kirchentag 2015 in Stuttgart sang er zusammen mit der Gächinger Kantorei, dem Philharmonia-Chor Stuttgart und der Württembergischen Philharmonie Reutlingen unter der Leitung von Jörg-Hannes Hahn die Uraufführung „Sacred Vessel“ von Martin Smolka.
Karfreitag 2016 folgte die St. Johns Passion von James McMillan als zweite Aufführung in Deutschland, mit Gilles Welinski als Solotänzer. 2017 folgte zusammen mit der Tübinger Kantorei die Uraufführung von Klaus Drehers Die graue Passion und die erste Aufführung in Süddeutschland mit J. S. Bachs Matthäuspassion in räumlich getrennter Aufstellung der Chöre/Ensembles. Johannes Brahms Ein deutsches Requiem mit Renate Arends, Konstantin Wolff, der Staatsphilharmonie Rheinland-Pfalz und dem Bachchor Stuttgart wurde 2019 auf CD veröffentlicht. 2020 erhielt der Chor bundesweite Anerkennung für seine Aufführung von B. A. Zimmermanns Requiem für einen jungen Dichter.

## Konzertreisen
Konzertreisen führten den Chor 2001 nach Prag, 2002 nach Wien, 2004 nach London, 2006 nach Berlin und 2008 mit Mozarts C-Moll-Messe nach Rom. 2014 gastierte der Chor auf Einladung der Fundación Excelentia in Madrid. 2016 machte der Chor eine Konzertfahrt nach China, wo er in Peking und Shanghai mit der Schöpfung von Joseph Haydn auftrat. 2017 führte er zusammen mit der Sociedad Coral Excelentia de Madrid, der Escolania del Sagrado Corazon de Rosales und dem London & Vienna Kammerorchester im Auditorio Nacional de Música in Madrid die Matthäus-Passion auf.